# Équipe de Suisse de football en 1932
Cet article présente les résultats de l'équipe de Suisse de football lors de l'année 1932.

## Bilan
|           | Nombre de matchs | Victoires | Défaites | Matchs nuls | Buts marqués | Buts encaissés |
| Domicile  | 4                | 3         | 0        | 1           | 13           | 6              |
| Extérieur | 3                | 0         | 3        | 0           | 1            | 8              |
| Neutre    | 0                | 0         | 0        | 0           | 0            | 0              |
| Total     | 7                | 3         | 3        | 1           | 14           | 14             |

## Matchs et résultats
| Coupe internationale européenne 1931-1932           | Italie              | 3 - 0   | Suisse | Stade Giorgio-Ascarelli, Naples                       |                                                       |
| 14 février 1932 · 14h30 · Historique des rencontres | Fedullo 30e 32e 55e | (2 - 0) |        | Spectateurs : 30 000 Arbitrage : Peter Joseph Bauwens | Spectateurs : 30 000 Arbitrage : Peter Joseph Bauwens |
| 14 février 1932 · 14h30 · Historique des rencontres | Rapport             |         |        | Spectateurs : 30 000 Arbitrage : Peter Joseph Bauwens | Spectateurs : 30 000 Arbitrage : Peter Joseph Bauwens |

| Match amical                            | Allemagne              | 2 - 0   | Suisse | Probstheidaer Stadion, Leipzig                |                                               |
| 6 mars 1932 · Historique des rencontres | Hofmann 40e (pen.) 83e | (1 - 0) |        | Spectateurs : 50 000 Arbitrage : Hans Boekman | Spectateurs : 50 000 Arbitrage : Hans Boekman |
| 6 mars 1932 · Historique des rencontres | Rapport                |         |        | Spectateurs : 50 000 Arbitrage : Hans Boekman | Spectateurs : 50 000 Arbitrage : Hans Boekman |

| Match amical                             | Suisse                                | 3 - 3   | France                                   | Neufeld, Berne                                |                                               |
| 20 mars 1932 · Historique des rencontres | M. Abegglen 22e · A. Abegglen 36e 87e | (2 - 1) | 15e Libérati · 69e Veinante · 71e Bardot | Spectateurs : 22 000 Arbitrage : Stanley Rous | Spectateurs : 22 000 Arbitrage : Stanley Rous |
| 20 mars 1932 · Historique des rencontres | Rapport                               |         |                                          | Spectateurs : 22 000 Arbitrage : Stanley Rous | Spectateurs : 22 000 Arbitrage : Stanley Rous |

| Coupe internationale européenne 1931-1932 | Suisse                                                    | 5 - 1   | Tchécoslovaquie | Hardturm, Zurich                              |                                               |
| 17 avril 1932 · Historique des rencontres | A. Abegglen 17e 41e · M. Abegglen 28e 48e · Billetter 80e | (3 - 0) | 63e Bradáč      | Spectateurs : 25 000 Arbitrage : Louis Raguin | Spectateurs : 25 000 Arbitrage : Louis Raguin |
| 17 avril 1932 · Historique des rencontres | Rapport                                                   |         |                 | Spectateurs : 25 000 Arbitrage : Louis Raguin | Spectateurs : 25 000 Arbitrage : Louis Raguin |

| Coupe internationale européenne 1931-1932 | Suisse                                      | 3 - 1   | Hongrie          | Wankdorf, Berne                               |                                               |
| 19 juin 1932 · Historique des rencontres  | Von Känel 47e · Passello 64e · Abegglen 81e | (0 - 0) | 79e (csc) Weiler | Spectateurs : 20 000 Arbitrage : Stanley Rous | Spectateurs : 20 000 Arbitrage : Stanley Rous |
| 19 juin 1932 · Historique des rencontres  | Rapport                                     |         |                  | Spectateurs : 20 000 Arbitrage : Stanley Rous | Spectateurs : 20 000 Arbitrage : Stanley Rous |

| Coupe internationale européenne 1931-1932   | Autriche                    | 3 - 1   | Suisse       | Praterstadion, Vienne                             |                                                   |
| 23 octobre 1932 · Historique des rencontres | Müller 14e · Schall 54e 67e | (1 - 0) | 68e Abegglen | Spectateurs : 60 000 Arbitrage : František Cejnar | Spectateurs : 60 000 Arbitrage : František Cejnar |
| 23 octobre 1932 · Historique des rencontres | Rapport                     |         |              | Spectateurs : 60 000 Arbitrage : František Cejnar | Spectateurs : 60 000 Arbitrage : František Cejnar |

| Match amical                                | Suisse           | 2 - 1   | Suède      | Rankhof, Bâle                                |                                              |
| 6 novembre 1932 · Historique des rencontres | Abegglen 67e 87e | (1 - 0) | 30e Olsson | Spectateurs : 22 000 Arbitrage : Louis Baert | Spectateurs : 22 000 Arbitrage : Louis Baert |
| 6 novembre 1932 · Historique des rencontres | Rapport          |         |            | Spectateurs : 22 000 Arbitrage : Louis Baert | Spectateurs : 22 000 Arbitrage : Louis Baert |